# حركة تنكا
حركة تنكا كان كفاحًا زراعيًا متشددًا نيابة عن قبائل هاجونج في منطقة ميمنسينغ البنغال الشرقية (في البداية في الهند ثم شرق باكستان لاحقًا) نشطت الحركة بين عام 1942 وعام 1950، حيث كانت الحركة موازية لكنها متميزة عن حركة تبهاغا في أجزاء أخرى من البنغال. كانت حركة هاجونغ مستوحاة من نضالات موني سينغ.
وصلت الكوادر الشيوعية البنغالية إلى مناطق هاجونج في الثلاثينيات، وساعدت في تنظيم فلاحي هاجونج. خلال الفترة من 1942 و1945 كافح مزارعي هاجونغ المنظمين في كيسان سابها ضد الهيمنة الإقطاعية لملاك الأراضي البنغاليين الهندوس. كانت هناك حملة قمع شديدة ضد الحركة في عام 1946. ثم تحول هاجونج إلى حرب العصابات. بحلول وقت استقلال باكستان كان مقاتلو هاجونغ الذين يعملون على طول الحدود الهندية الباكستانية منظمين جيدًا.
استولى المتمردون الشيوعيون المسلحون في هاجونغ على عدد من القرى وأقاموا إدارتهم الخاصة هناك. كان متمردي هاجونج بقيادة لوليت سوركور هاجونج وبودمولوشون سوركور هاجونج. بعد مواجهة الجيش الباكستاني أقام المتمردون قاعدة في باغمارا غارو هيلز على الجانب الهندي من الحدود. لبعض الوقت قاموا بشن غارات متكررة عبر الحدود ضد الشرطة الباكستانية. تم إرسال قوات شرطة باكستانية إضافية إلى المنطقة للقيام بدوريات في المنطقة الحدودية بأكملها في منطقة ميمنسينغ.
شنت قوات الدولة الباكستانية حملة قمع عنيفة ضد شعب هاجونج، وغادر معظم هاجونج باكستان إلى الهند. زعمت السلطات الباكستانية أن «جميع» لاجئي هاجونغ كانوا من المتعاطفين مع الشيوعية، وهو ادعاء تم استخدامه لتحفيز مصادرة منازلهم وأراضيهم. تم بيع هذه الأراضي للاجئين البنغاليين المسلمين من الهند بأسعار منخفضة.
استقر المتمردون في النهاية بشكل دائم في الهند. أسس لوليت سوركوهر هاجونج فرعًا للحزب الشيوعي الهندي في تلال جارو، بينما أسس بودمولوهون سوركوهر هاجونغ فرعًا للحزب نفسه في تلال خاسي جنبًا إلى جنب مع عدد من الشخصيات.